# Blast de Huntsville
Le Blast de Huntsville est une franchise professionnelle de hockey sur glace en Amérique du Nord qui évoluait dans l'ECHL. L'équipe était basée à Huntsville dans l'Alabama aux États-Unis.

## Historique
La franchise est créée en 1993 à la suite du déménagement des Rampage de Roanoke Valley. Elle évolue lors de la saison 1993-1994 dans l'ECHL avant de déménager en 1994 pour devenir les Tiger Sharks de Tallahassee.

## Statistiques
| Saison    | PJ | V  | D  | DP | DTB | BP  | BC  | Pts | Classement               | Séries éliminatoires    | Entraîneur               |
| --------- | -- | -- | -- | -- | --- | --- | --- | --- | ------------------------ | ----------------------- | ------------------------ |
| 1993-1994 | 68 | 20 | 39 | 7  | 2   | 241 | 315 | 49  | 4e place, division Ouest | Défaite au premier tour | Steve Gatzos Victor Posa |